# Valerij Tjaplygin
Valerij Andrejevitj Tjaplygin (ryska: Валерий Андреевич Чаплыгин), född den 23 maj 1952 i Kursk, Ryssland, är en sovjetisk tävlingscyklist som tog OS-guld i lagtempoloppet vid olympiska sommarspelen 1976 i Montréal. 